# Дическуло Леонід Аполлонович
Леоні́д Аполло́нович Диче́скуло (*1847, Водяне — †9 травня 1889, Румунія) — український революційний народник.

## Біографічні відомості
Закінчив Уманське училище садівництва і лісництва.
Вступив до Петрівської академії в Москві, звідки за активну участь у студентському русі був виключений і висланий до Єлисаветграда. У 1874 році переїхав до Одеси, де зблизився з гуртком чайковців. Потім поселився у с. Попельнастівсьці (нині Олександрійського району), щоб вести революційну пропаганду серед селянства, за що був арештований.
У 1878 році примкнув до гуртка народників «південні бунтарі». У 1879 році брав участь у замаху на харківського губернатора Кропоткіпа, після чого втік за кордон.